# Boulevard de Bonne-Nouvelle
Boulevard de Bonne-Nouvelle är en gata i Quartier de Bonne-Nouvelle och Quartier de la Porte-Saint-Denis i Paris andra och tionde arrondissement. Gatan är uppkallad efter kyrkan Notre-Dame-de-Bonne-Nouvelle. Boulevard de Bonne-Nouvelle börjar vid Rue Saint-Denis 291 och Rue du Faubourg-Saint-Denis 1 och slutar vid Rue Poissonnière 46 och Rue du Faubourg-Poissonnière 2.

## Omgivningar
- Notre-Dame-de-Bonne-Nouvelle
- Square Jacques-Bidault
- Rue Poissonnière
- Rue de la Lune
- Rue de la Ville-Neuve
- Rue Notre-Dame-de-Recouvrance
- Rue Thorel
- Rue des Degrés
- Porte Saint-Denis

## Bilder
| - Tunnelbanestationen Bonne-Nouvelle. - Gatuskylt. - Kyrkan Notre-Dame-de-Bonne-Nouvelle. - Square Jacques-Bidault. |

## Kommunikationer
- Tunnelbana – linjerna   – Bonne-Nouvelle
- Busshållplats Poissonnière-Bonne Nouvelle – Paris bussnät, linje 32

### Webbkällor
- ”Boulevard de Bonne-Nouvelle”. Mairie de Paris. https://web.archive.org/web/20160303210435/http://www.v2asp.paris.fr/commun/v2asp/v2/nomenclature_voies/Voieactu/1103.nom.htm. Läst 1 augusti 2022.
- ”Boulevard de Bonne-Nouvelle”. Les rues de Paris. https://web.archive.org/web/20180213184022/http://www.parisrues.com/rues02/paris-02-boulevard-de-bonne-nouvelle.html. Läst 1 augusti 2022.